# Tour de California 2009
La 4.ª edición del Tour de California se disputó desde el 14 al 22 de febrero de 2009.
Integrado al calendario del UCI America Tour el recorrido fue de un prólogo y 8 etapas, recorriendo casi 1.300 km con una contrarreloj individual de 24,1 km en la 6ª etapa y dos etapas de montaña, la 2ª y  la 8ª.
El ganador fue el estadounidense Levi Leipheimer del Astana que obtuvo el liderato en la 2ª etapa y lo confirmó en la contrarreloj. fue acompañado en el podio por David Zabriskie (Garmin-Slipstream) y Michael Rogers (Columbia-High Road).
En las clasificaciones secundarias triunfaron Mark Cavendish (puntos), Jason McCartney (montaña), Robert Gesink (jóvenes) y Astana (equipos).

## Equipos participantes
Ocho equipos UCI ProTeam, dos Profesionales Continentales y siete Continentales fueron los 17 equipos participantes que integrados por 8 ciclistas cada uno formaron un pelotón de 136 al comienzo de la prueba, a la que al final arribaron 83.
| Equipo                         | Cód. UCI | Categoría               |
| ------------------------------ | -------- | ----------------------- |
| Astana                         | AST      | UCI ProTeam             |
| Team Saxo Bank                 | SAX      | UCI ProTeam             |
| Garmin-Slipstream              | GRM      | UCI ProTeam             |
| Team Columbia-High Road        | THR      | UCI ProTeam             |
| Liquigas                       | LIQ      | UCI ProTeam             |
| Rabobank                       | RAB      | UCI ProTeam             |
| Quick Step                     | QST      | UCI ProTeam             |
| Ag2r La Mondiale               | ALM      | UCI ProTeam             |
| BMC Racing Team                | BMC      | Profesional Continental |
| Cervélo Test Team              | CTT      | Profesional Continental |
| Ouch presented by Maxxis       | OCM      | Continental             |
| Colavita-Sutter Home           | COL      | Continental             |
| Bissel                         | BPC      | Continental             |
| Team Type 1                    | TT1      | Continental             |
| Jelly Belly presented by Kenda | JBC      | Continental             |
| Rock Racing                    | RRC      | Continental             |
| Fly V Australia                | VAU      | Continental             |

## Etapas
| Etapa   | Fecha         | Recorrido                 | Km         | Ganador           | Líder             |
| Prólogo | 14 de febrero | Sacramento-Sacramento     | 3,8 (CRI)  | Fabian Cancellara | Fabian Cancellara |
| 1.ª     | 15 de febrero | Davis-Santa Rosa          | 173,1      | Francisco Mancebo | Francisco Mancebo |
| 2.ª     | 16 de febrero | Sausalito-Santa Cruz      | 186,6      | Thomas Peterson   | Levi Leipheimer   |
| 3.ª     | 17 de febrero | San José-Modesto          | 167,7      | Thor Hushovd      | Levi Leipheimer   |
| 4.ª     | 18 de febrero | Merced-Clovis             | 186,3      | Mark Cavendish    | Levi Leipheimer   |
| 5.ª     | 19 de febrero | Visalia-Paso Robles       | 216,1      | Mark Cavendish    | Levi Leipheimer   |
| 6.ª     | 20 de febrero | Solvang-Solvang           | 24,1 (CRI) | Levi Leipheimer   | Levi Leipheimer   |
| 7.ª     | 21 de febrero | Santa Clarita-Pasadena    | 143        | Rinaldo Nocentini | Levi Leipheimer   |
| 8.ª     | 22 de febrero | Rancho Bernardo-Escondido | 155,8      | Fränk Schleck     | Levi Leipheimer   |

## Clasificaciones finales

### Clasificación individual
| Posición | Ciclista          | Equipo             | Tiempo      |
| -------- | ----------------- | ------------------ | ----------- |
|          | Levi Leipheimer   | Astana             | 31h 28' 21" |
| 2.       | David Zabriskie   | Garmin-Slipstream  | + 36"       |
| 3.       | Michael Rogers    | Columbia-High Road | + 45"       |
| 4.       | Jens Voigt        | Saxo Bank          | + 1' 10"    |
| 5.       | Thomas Lövkvist   | Columbia-High Road | + 1' 29"    |
| 6.       | Vincenzo Nibali   | Liquigas           | + 1' 37"    |
| 7.       | Lance Armstrong   | Astana             | + 1' 46"    |
| 8.       | Robert Gesink     | Rabobank           | + 1' 54"    |
| 9.       | Tom Danielson     | Garmin-Slipstream  | + 2' 20"    |
| 10.      | José Luis Rubiera | Astana             | + 2' 48"    |

### Clasificación por puntos
| Posición | Ciclista        | Equipo             | Puntos |
| -------- | --------------- | ------------------ | ------ |
|          | Mark Cavendish  | Columbia-High Road | 36     |
| 2.       | Vincenzo Nibali | Liquigas           | 22     |
| 3.       | Fränk Schleck   | Team Saxo Bank     | 19     |

### Clasificación montaña
| Posición | Ciclista        | Equipo            | Puntos |
| -------- | --------------- | ----------------- | ------ |
|          | Jason McCartney | Team Saxo Bank    | 39     |
| 2.       | Serge Pauwels   | Cervélo Test Team | 21     |
| 3.       | Levi Leipheimer | Astana            | 20     |

### Clasificación de los jóvenes
| Posición | Ciclista           | Equipo     | Tiempo      |
| -------- | ------------------ | ---------- | ----------- |
|          | Robert Gesink      | Rabobank   | 31h 30' 15" |
| 2.       | Kevin Seeldraeyers | Quick Step | + 1' 03"    |
| 3.       | Bauke Mollema      | Rabobank   | + 3' 50"    |

### Clasificación por equipos
| Posición | Equipo                  | Tiempo      |
| -------- | ----------------------- | ----------- |
|          | Astana                  | 94h 28' 50" |
| 2.       | Team Saxo Bank          | + 1' 40"    |
| 3.       | Garmin-Slipstream       | + 1' 49"    |
| 4.       | Team Columbia-High Road | + 2' 46"    |
| 5.       | Rabobank                | + 4' 45"    |